# Neukirchen (Ostholstein)
Neukirchenn é um município da Alemanha, localizado no distrito de Ostholstein, estado de Schleswig-Holstein.